# Bitwa pod Łysobykami
Bitwa pod Łysobykami, wyprawa łysobycka – bitwa stoczona 19 czerwca 1831 roku podczas powstania listopadowego.
W celu zniszczenia działającego na Lubelszczyźnie rosyjskiego korpusu Fiodora Rydygiera, liczącego 12 batalionów, 21 szwadronów i 24 działa, Jan Zygmunt Skrzynecki skierował w ten rejon dwa korpusy – Antoniego Jankowskiego w sile 12 batalionów, 28 szwadronów i 30 dział oraz Ramoriny liczący 9 batalionów, 8 i 1/2 szwadronów oraz 10 dział. Celem korpusu Jankowskiego był atak na korpus Rydygiera od czoła, podczas gdy Ramorino uderzyć miał ze skrzydła. Stojący w okolicach Zamościa Wojciech Chrzanowski miał zaatakować Rosjan od tyłu.
Gdy do Rydygiera dotarła wieść, że Ramorino przeprawił się przez Wisłę, dowódca rosyjskiego korpusu 18 czerwca pod Łysobykami przeniósł swe siły na drugi brzeg Wieprza. Wbrew założeniom Jankowski nie zaatakował go od czoła, a do tego Rosjanie pobili 19 czerwca część wojsk Jankowskiego pod Budziskami. Pomimo obecności grupy generała Ludwika Bukowskiego, mającego 14 szwadronów i 12 dział, zagon Płachowa zdobył cały polski park artyleryjski znajdujący się w Rudzie. Gdy Rydygier zorientował się w sytuacji, cofnął się za Wieprz. 
Jankowski, zamiast ruszyć za Rosjanami w pościg, zawrócił do Warszawy. Decyzja ta spowodowała, że wraz z Bukowskim został rozkazem Skrzyneckiego aresztowany i oskarżony o zdradę. Obaj generałowie zginęli następnie w wyniku zaburzeń nocy 15 sierpnia 1831 r.